# Zsidró Tamás
Zsidró Tamás (Budapest, 1963. május 28. –) magyar mesterfodrász, aki fontos szerepet játszik Magyarországon a fodrászképzésben. A Zsidró Szalonok tulajdonosaként egy vidéki (Szegeden) és három budapesti üzlettel rendelkezik.

## Élete
Fodrász családban nőtt fel. 1980-ban végzett a fodrászképzőben. Perina Péternél kezdte a tanulást, aki akkor a legkreatívabb fodrász volt Magyarországon. Első versenyére is ő készítette fel.
1994-ben a Wella Hungária top 10 tagjai közé választották.
Kezdő évei után egyre több felkérést kapott, reklámfilmforgatásokon, divatbemutatókon, magazinok fotózásain. 1997-ben megnyitotta az Andrássy úton a szalonját, 2001-ben az iskoláját. 2005-től az Intercoiffure Hungary alapító tagja.
2009-ben állami elismerésben részesült, A Magyar Köztársasági Érdemrend lovagkeresztjét kapta. Ugyanebben az évben a Terézváros Mestere címet is elnyerte.
Elkötelezett híve a fodrászképzésnek, több továbbképző tanfolyama van, de legsikeresebb A Hajvágás Kulcsa, mely könnyen és gyorsan bevezeti a hajvágás tudományába a fodrászokat. A L’Oréal márka nemzetközi nagykövete.
2013-ban Szandival együtt énekelve szerepelt a TV2 műsorában, a Nagy Duettben.

### Magánélete
Deák Ágnes egykori modell volt a felesége, három gyerekül született. 2016-ban 16 évnyi házasság után váltak el. Ezt követően Dobó Kata színésznővel három évet élt együtt. Majd néhány hónapig Várkonyi Andrea volt a párja, 2020 év elején váltak külön. 2021-től Petronella nevű, civil foglalkozású hölggyel alkotott egy párt, ezen kapcsolatának 2024-ben lett vége. 